# Castelo Duntrune

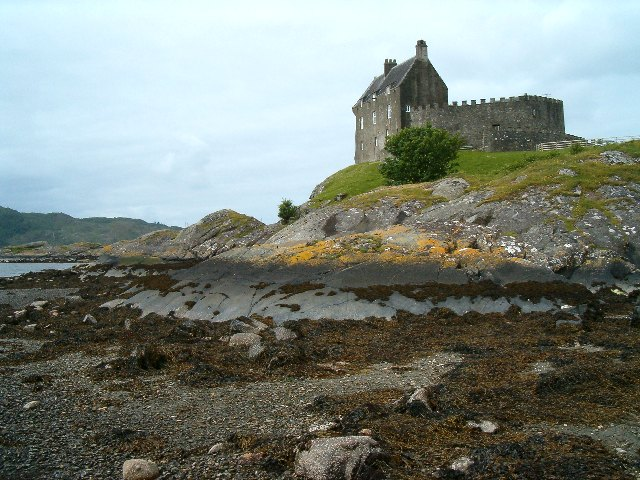
Castelo Duntrune, Escócia.

O Castelo Duntrune (em língua inglesa Duntrune Castle) é um castelo localizado em Kilmartin, Argyll and Bute, Escócia. Crê-se que seja o mais velho castelo habitado de forma continua na Escócia.
Encontra-se classificado na categoria "B" do "listed building" desde 20 de julho de 1971.